# Route nationale 6 (Djibouti)
Pour les articles homonymes, voir Route nationale 6.
La route nationale 6 est une route nationale djiboutienne d'environ 30 kilomètres permettant de connecter la ville de Dikhil à la RN 1 et donc à la ville de Djibouti.